# Christopher Hill (rugby)
Pour les articles homonymes, voir Christopher Hill et Hill.

a Compétitions nationales et continentales officielles uniquement.

b Matchs officiels uniquement.
Christopher Hill dit Chris Hill, né le 3 novembre 1987 à Wigan (Angleterre), est un joueur de rugby à XIII anglais évoluant au poste de pilier. Il est désigné dans l'équipe de la saison de la Super League en 2012, 2014 et 2016.

## Biographie
Christopher Hill commence sa carrière au sein des Centurions de Leigh lors de la saison 2005 en Super League. Il reste fidèle au club malgré sa descente en Championship en 2006 jusqu'en 2011. Il y devient par ailleurs capitaine de Leigh à partir de 2010 et y effectue plus de cent apparitions.
Fin 2011, il rejoint les Wolves de Warrington qui évoluent en Super League. Il y devient très vite titulaire et devient l'un des joueurs les plus en vue de cette équipe. Entre 2012 et 2016, il y effectue également plus de cent apparitions, remporte la Challenge Cup en 2012 mais perd à trois reprises en finale de la Super League (2012, 2013 et 2016). Il est nommé à trois reprises dans la « Dream Team » de la Super League au poste de pilier (2012, 2014 et 2016) et devient capitaine de Warrington à partir de 2016.
Ses performanes en club l'amènent à être sélectionné en équipe d'Angleterre à partir de 2012, il y dispute la Coupe du monde 2013 avec une demi-finale perdue contre la Nouvelle-Zélande ainsi que le tournoi des Quatre Nations 2014 et 2016.

## Palmarès
- Collectif :
  - Vainqueur de la Challenge Cup : 2012 et 2019 (Warrington Wolves).
  - Finaliste de la Coupe du monde : 2017 (Angleterre).
  - Finaliste de la Super League : 2012, 2013, 2016 et 2018 (Warrington Wolves).
  - Finaliste de la Challenge Cup : 2016 et 2018 (Warrington Wolves).

- Individuel :
  - Sélection dans la « Dream Team » de la Super League : 2012, 2014 et 2016.

### Détails en sélection
| 1. | 26 octobre 2019  | Tonga                | 6-14  | Amical | Pilier | 0 | 0 | 0 | 0 |
| 2. | 2 novembre 2019  | Nouvelle-Zélande     | 8-12  | Amical | Pilier | 0 | 0 | 0 | 0 |
| 3. | 9 novembre 2019  | Nouvelle-Zélande     | 8-23  | Amical | Pilier | 0 | 0 | 0 | 0 |
| 4. | 16 novembre 2019 | Papouas.-Nlle-Guinée | 10-28 | Amical | Pilier | 0 | 0 | 0 | 0 |

### En club

#### Statistiques
| Saison | Club              | Compétition  | Matchs | Points | Essais | Goals | Drops |
| ------ | ----------------- | ------------ | ------ | ------ | ------ | ----- | ----- |
| 2005   | Leigh Centurions  | Super League | 1      | 0      | 0      | 0     | 0     |
| 2006   | Leigh Centurions  | Championship | ?      | ?      | ?      | ?     | ?     |
| 2007   | Leigh Centurions  | Championship | ?      | ?      | ?      | ?     | ?     |
| 2008   | Leigh Centurions  | Championship | ?      | ?      | ?      | ?     | ?     |
| 2009   | Leigh Centurions  | Championship | ?      | ?      | ?      | ?     | ?     |
| 2010   | Leigh Centurions  | Championship | ?      | ?      | ?      | ?     | ?     |
| 2011   | Leigh Centurions  | Championship | ?      | ?      | ?      | ?     | ?     |
| 2012   | Warrington Wolves | Super League | 24     | 16     | 4      | 0     | 0     |
| 2013   | Warrington Wolves | Super League | 29     | 12     | 3      | 0     | 0     |
| 2014   | Warrington Wolves | Super League | 29     | 20     | 5      | 0     | 0     |
| 2015   | Warrington Wolves | Super League | 30     | 16     | 4      | 0     | 0     |
| 2016   | Warrington Wolves | Super League | 30     | 12     | 3      | 0     | 0     |